# Joeano
Joeano Pinto Chaves est un footballeur brésilien né le 12 août 1979 à Fortaleza au Brésil. Il quitte le Brésil, à l'âge de 20 ans, pour le Portugal, où il fait la majorité de sa carrière. Il évoluait au poste d'attaquant, et est maintenant devenu entraineur.

## Biographie
Révélé par Fortaleza EC en 1999, Joeano quitte le club prématurément, et traverse la frontière brésilienne, pour faire carrière à l’étranger.
Il arrive au club amateur du CD Arrifanense, au Portugal, changeant de club tous les ans. Lors de la saison 2002-2003, il marque 29 buts avec le club de troisième division l'AD Sanjoanense, attirant l’attention de l’UD Salamanque, club espagnol évoluant en deuxième division, et qu'il rejoint au terme de la saison. Puis retourne Portugal sous forme de prêt. Le voilà à l’Académica de Coimbra, en janvier 2004. Il marque à six reprises en seulement 13 matchs aidant ainsi l’équipe à éviter la relégation. À l’été 2006, il rejoint le Beitar Jérusalem en Israël. Ne répondant pas aux attentes du club israélien, Joeano retourne dans son ancien club en janvier 2007, encore une fois sous forme de prêt, Académica de Coimbra acceptant également de payer la moitié de son salaire. Le 4 février, il joue son premier match de championnat, entrant en tant que remplaçant à la 32e minute et marquant le seul but de la rencontre à l’extérieur contre l’Associação Naval 1º de Maio, redonnant espoir aux estudantes, ni n'avaient pas gagné un match depuis le 26 novembre.
En janvier 2009, il signe au Vitória Setúbal, et à la fin de la saison, il quitte le Portugal afin de rejoindre le championnat chypriote en signant au Ermís Aradíppou.
Puis Joeano joue deux saisons à Chypre avec Ermís Aradíppou, marquant 22 buts en 2009-2010 il est sacré co-meilleur buteur du championnat de Chypre, à égalité avec José Semedo. Après la relégation de l’équipe, il retourne au Portugal et signe pour le FC Arouca, proche de Porto. Club, fondé en 1951, puis lors de la saison 2012-2013, il aide son équipe à accéder à la première division portugaise, tout en étant sacré meilleur buteur de deuxième division. Le contrat de Joeano prend fin en juin 2013 avec FC Arouca. Mais l’attaquant brésilien ne souhaite pas renouveler.
Pour la saison suivante il tente l'aventure avec le Rio Ave FC, qui  dispute le championnat principal portugais. Saison en demi-teinte, ne disputant que 18 matches et marquant 2 buts. A l'issue de la saison il quitte le monde du football professionnel en rejoignant l'Anadia FC, évoluant en troisième division. Parallèlement il entame une carrière d'entraineur. Il termine celle de joueur, en 2017 au sein du GR Vigor Mocidade.

## Statistiques

### Club
| Saison                | Club                  | Championnat           | Championnat | Championnat | Coupe(s) nationale(s) | Coupe(s) nationale(s) | Compétition(s) continentale(s) | Compétition(s) continentale(s) | Compétition(s) continentale(s) | Total | Total |
| Saison                | Club                  | Division              | M.          | B.          | M.                    | B.                    | Comp.                          | M.                             | B.                             | M.    | B.    |
| 1999                  | Fortaleza EC          | Série C               | 0           | 0           | 0                     | 0                     | -                              | 0                              | 0                              | 0     | 0     |
| Sous-total            | Sous-total            | Sous-total            | 0           | 0           | 0                     | 0                     | -                              | 0                              | 0                              | 0     | 0     |
| 1999-2000             | CD Arrifanense        | D2 B Centro           | 6           | 0           |                       | 0                     | -                              | 0                              | 0                              | 6     | 0     |
| Sous-total            | Sous-total            | Sous-total            | 6           | 0           | 0                     | 0                     | -                              | 0                              | 0                              | 6     | 0     |
| 2000-2001             | SC Esmoriz            | D3 Série B            | 0           | 0           | 0                     | 0                     | -                              | 0                              | 0                              | 0     | 0     |
| 2001-2002             | SC Esmoriz            | D3 Série C            | 0           | 0           | 0                     | 0                     | -                              | 0                              | 0                              | 0     | 0     |
| Sous-total            | Sous-total            | Sous-total            | 0           | 0           | 0                     | 0                     | -                              | 0                              | 0                              | 0     | 0     |
| 2002-2003             | AD Sanjoanense        | D2 B Centro           | 36          | 29          | 0                     | 0                     | -                              | 0                              | 0                              | 36    | 29    |
| Sous-total            | Sous-total            | Sous-total            | 36          | 29          | 0                     | 0                     | -                              | 0                              | 0                              | 36    | 29    |
| 2003-2004             | UD Salamanque         | Segunda División      | 8           | 1           | -                     | -                     | -                              | -                              | -                              | 8     | 1     |
| Sous-total            | Sous-total            | Sous-total            | 8           | 1           | 0                     | 0                     | -                              | 0                              | 0                              | 8     | 1     |
| 2003-2004             | Académica (prêt)      | SuperLiga             | 13          | 6           | 0                     | 0                     | -                              | 0                              | 0                              | 13    | 6     |
| 2004-2005             | Académica             | SuperLiga             | 22          | 2           | 2                     | 0                     | -                              | 0                              | 0                              | 24    | 2     |
| 2005-2006             | Académica             | Liga betandwin        | 28          | 13          | 4                     | 2                     | -                              | 0                              | 0                              | 32    | 15    |
| Sous-total            | Sous-total            | Sous-total            | 63          | 21          | 6                     | 2                     | -                              | 0                              | 0                              | 69    | 23    |
| 2006-2007             | Beitar Jérusalem      | Liga ha'Al            | 2           | 0           | 0                     | 0                     | C3                             | 2                              | 0                              | 4     | 0     |
| Sous-total            | Sous-total            | Sous-total            | 2           | 0           | 0                     | 0                     | -                              | 2                              | 0                              | 4     | 0     |
| 2006-2007             | Académica (prêt)      | Bwin Liga             | 10          | 3           | 1                     | 0                     | -                              | 0                              | 0                              | 11    | 3     |
| 2007-2008             | Académica (prêt)      | Bwin Liga             | 22          | 4           | 2                     | 0                     | -                              | 0                              | 0                              | 24    | 4     |
| Sous-total            | Sous-total            | Sous-total            | 32          | 7           | 3                     | 0                     | -                              | 0                              | 0                              | 35    | 7     |
| 2008-2009             | Vitória Setúbal       | Liga Sagres           | 7           | 0           | 0                     | 0                     | -                              | 0                              | 0                              | 7     | 0     |
| Sous-total            | Sous-total            | Sous-total            | 7           | 0           | 0                     | 0                     | -                              | 0                              | 0                              | 7     | 0     |
| 2009-2010             | Ermís Aradíppou       | Marfin Laiki League   | 10          | 6           | 0                     | 0                     | -                              | 0                              | 0                              | 10    | 6     |
| 2010-2011             | Ermís Aradíppou       | Marfin Laiki League   | 26          | 13          | 0                     | 0                     | -                              | 0                              | 0                              | 26    | 13    |
| Sous-total            | Sous-total            | Sous-total            | 36          | 19          | 0                     | 0                     | -                              | 0                              | 0                              | 36    | 19    |
| 2011-2012             | FC Arouca             | Liga Orangina         | 26          | 19          | 1                     | 0                     | -                              | 0                              | 0                              | 27    | 19    |
| 2012-2013             | FC Arouca             | Segunda Liga          | 36          | 24          | 5                     | 3                     | -                              | 0                              | 0                              | 41    | 27    |
| Sous-total            | Sous-total            | Sous-total            | 62          | 43          | 6                     | 3                     | -                              | 0                              | 0                              | 68    | 46    |
| 2013-2014             | Rio Ave FC            | Liga ZON Sagres       | 14          | 1           | 4                     | 1                     | -                              | 0                              | 0                              | 18    | 2     |
| Sous-total            | Sous-total            | Sous-total            | 14          | 1           | 4                     | 1                     | -                              | 0                              | 0                              | 18    | 2     |
| 2014-2015             | Anadia FC             | CNS Série D           | 9           | 8           | 0                     | 0                     | -                              | 0                              | 0                              | 9     | 8     |
| 2015-2016             | Anadia FC             | CP Prio Série D       | 15          | 8           | 0                     | 0                     | -                              | 0                              | 0                              | 15    | 8     |
| Sous-total            | Sous-total            | Sous-total            | 24          | 16          | 0                     | 0                     | -                              | 0                              | 0                              | 24    | 16    |
| 2015-2016             | UD Leiria             | CP Prio Z. Sul        | 7           | 2           | 0                     | 0                     | -                              | 0                              | 0                              | 7     | 2     |
| Sous-total            | Sous-total            | Sous-total            | 7           | 2           | 0                     | 0                     | -                              | 0                              | 0                              | 7     | 2     |
| 2016-2017             | FC Pampilhosa         | CP Prio Série D       | 23          | 12          | 1                     | 0                     | -                              | 0                              | 0                              | 24    | 12    |
| 2017-2018             | FC Pampilhosa         | Campeonato Safina     | 14          | 7           | 0                     | 0                     | -                              | 0                              | 0                              | 14    | 7     |
| Sous-total            | Sous-total            | Sous-total            | 37          | 19          | 1                     | 0                     | -                              | 0                              | 0                              | 38    | 19    |
| 2017-2018             | GR Vigor Mocidade     | D. Honra              | 0           | 0           | 0                     | 0                     | -                              | 0                              | 0                              | 0     | 0     |
| Sous-total            | Sous-total            | Sous-total            | 0           | 0           | 0                     | 0                     | -                              | 0                              | 0                              | 0     | 0     |
| Total sur la carrière | Total sur la carrière | Total sur la carrière | 334         | 158         | 20                    | 6                     | -                              | 2                              | 0                              | 356   | 164   |

Statistiques actualisées le 13/02/2023

### Matchs disputés en coupes continentales
| Matchs | Date         | Stade                      | Adversaire      | Résultat | Minutes | Compétition          | Buts | Tour                       | Club             |
| ------ | ------------ | -------------------------- | --------------- | -------- | ------- | -------------------- | ---- | -------------------------- | ---------------- |
| 1      | 10 août 2006 | Stadionul Dinamo, Bucarest | Dinamo Bucarest | 1 – 0    | 69 min  | Coupe UEFA 2006-2007 | 0    | Deuxième tour préliminaire | Beitar Jérusalem |
| 2      | 24 août 2006 | Stade Teddy, Jérusalem     | Dinamo Bucarest | 1 – 1    | 90 min  | Coupe UEFA 2006-2007 | 0    | Deuxième tour préliminaire | Beitar Jérusalem |

## Palmarès

### Avec le SC Esmoriz
- Vainqueur de la D3 Série C en 2001-02.

### Avec leBeitar Jérusalem FC
- Vainqueur du Championnat d'Israël en 2006-07.

### Avec leFC Arouca
- Vice-champion de la Segunda Liga en 2012-13.

### Avec leAnadia FC
- Vice-champion du CP Prio Série D en 2015-16.

### Avec leUD Leiria
- Vainqueur du CP Prio Série F en 2015-16.